# Athrotaxidoideae
Athrotaxidoideae é uma subfamília monotípica de coníferas da família Cupressaceae ordem Pinales cujo único género, Athrotaxis, agrupa 2-3 espécies de mesofanerófitos que são endémicos da região cidental da Tasmânia, onde ocorrem a grande altitude em formações de floresta tropical temperada.

## Espécies
- Athrotaxis cupressoides
- Athrotaxis selaginoides
- Athrotaxis laxifolia